# فرودگاه استیجاری هندرسون
فرودگاه اختصاصی هندرسون (به انگلیسی: Henderson Executive Airport) یک فرودگاه همگانی بهره‌برداری هوایی با کد یاتا HSH است که یک باند فرود آسفالت دارد و طول باند آن ۱۹۸۲ متر است. این فرودگاه در شهر لاس‌وگاس کشور ایالات متحده آمریکا قرار دارد و در ارتفاع ۷۶۰ متری از سطح دریا واقع شده‌است.